# Brèches
Brèches ist eine 222 Einwohner (Stand: 1. Januar 2022) zählende französische Gemeinde im Département Indre-et-Loire in der Region Centre-Val de Loire. Sie gehört zum Arrondissement Chinon und zum Kanton Langeais. Die Einwohner werden Brèchois genannt.

## Lage
Die Gemeinde Brèches liegt an der Grenze zum Département Sarthe, etwa 40 Kilometer nordwestlich des Stadtzentrums von Tours. An der südwestlichen Gemeindegrenze verläuft die Ardillière, die zur Fare entwässert.  Brèches wird umgeben von den Nachbargemeinden Chenu im Nordwesten und Norden, Saint-Paterne-Racan im Norden und Osten, Sonzay im Südosten, Souvigné im Süden sowie Couesmes im Westen.

## Bevölkerungsentwicklung
| Jahr                       | 1962 | 1968 | 1975 | 1982 | 1990 | 1999 | 2006 | 2013 | 2021 |
| Einwohner                  | 314  | 300  | 236  | 250  | 241  | 255  | 279  | 298  | 204  |
| Quellen: Cassini und INSEE |      |      |      |      |      |      |      |      |      |

## Sehenswürdigkeiten
- Kirche Saint-Martin
- Menhir La Pierre Saint-Martin
- Ehemaliges Priorat
- Geburtshaus von Alfred-Armand-Louis-Marie Velpeau

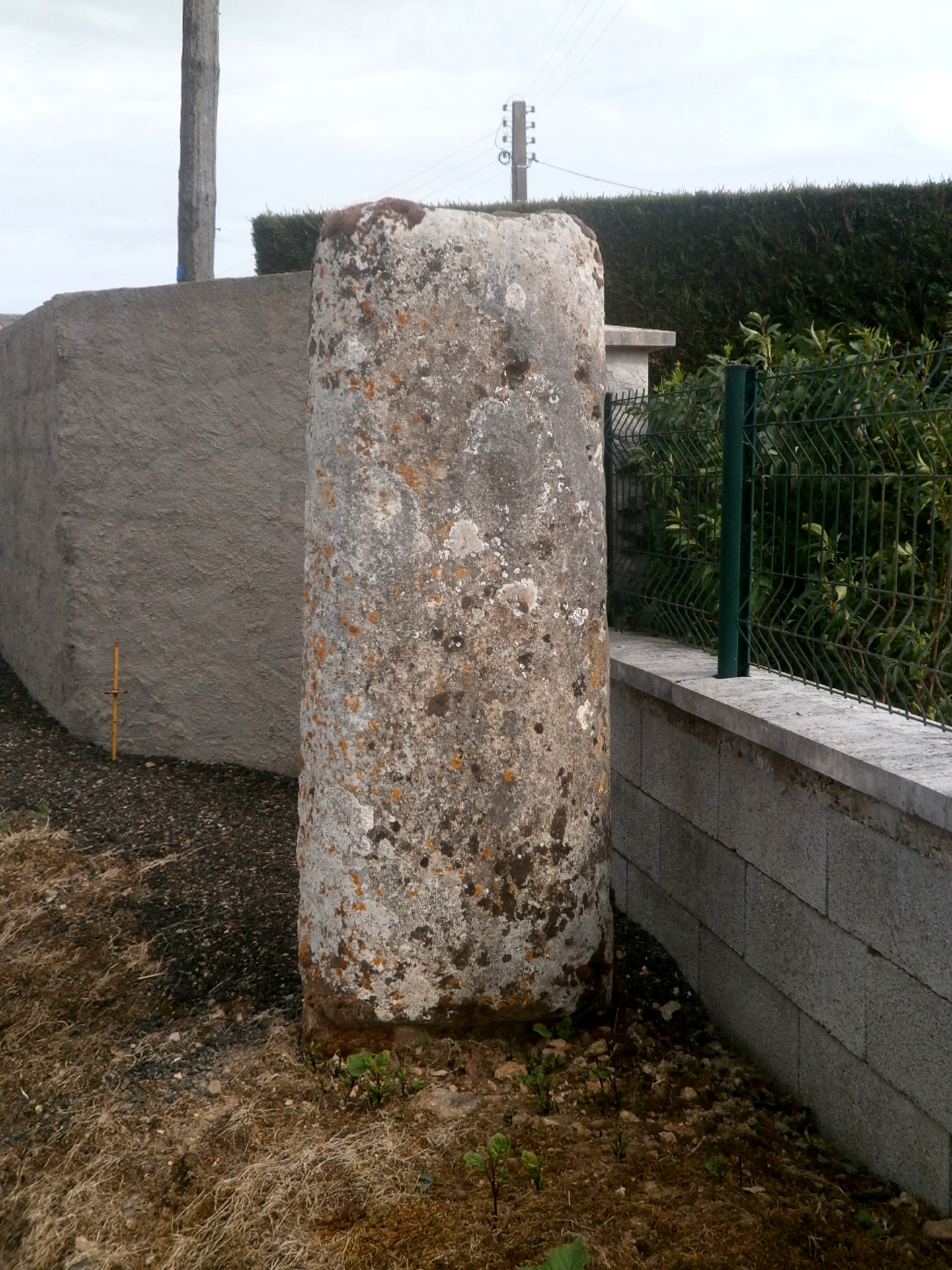
Menhir Saint-Martin

## Persönlichkeiten
- Alfred-Armand-Louis-Marie Velpeau (1795–1867), Anatom